# Douglas Fairbanks senior

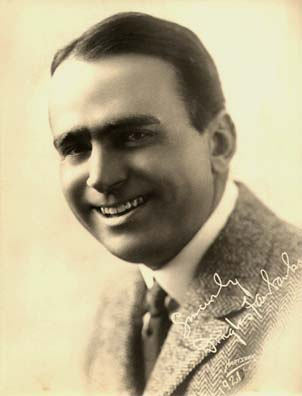
Douglas Fairbanks senior, 1921

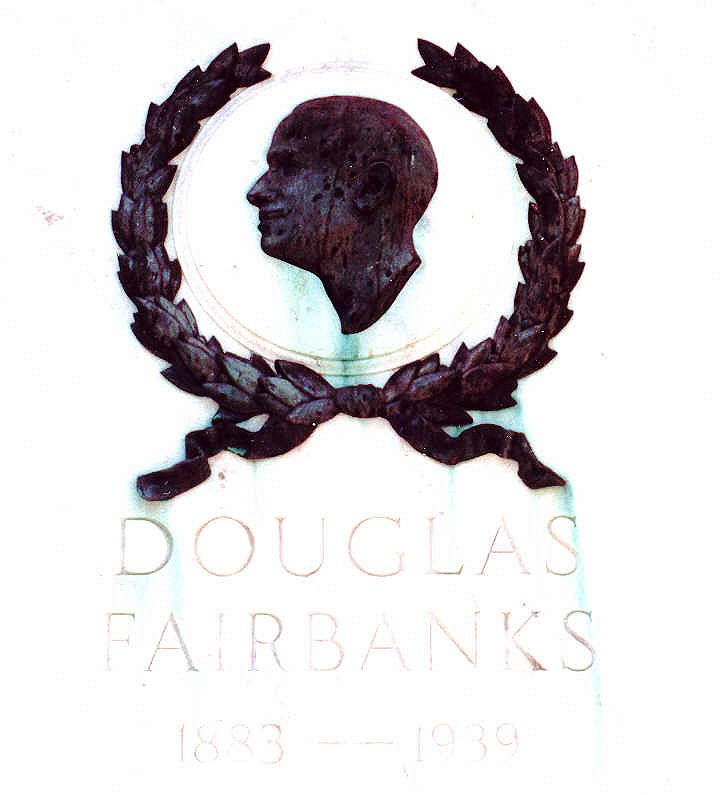
Gedenktafel am Grab von Douglas Fairbanks sen.

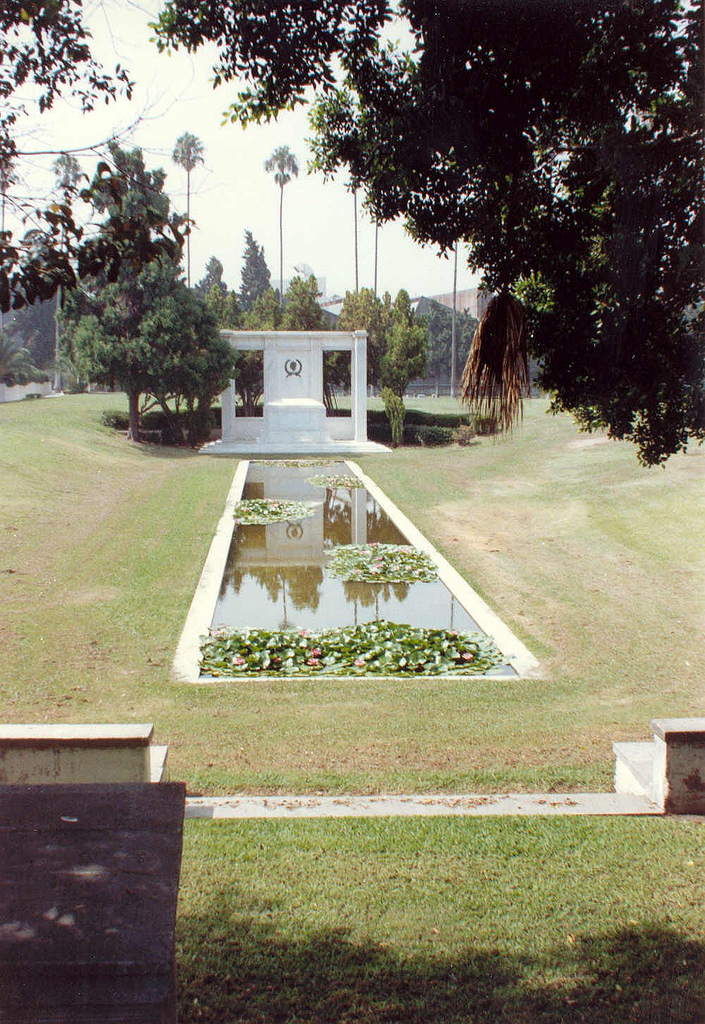
Grab von Douglas Fairbanks sen. in Forest Lawn, Burbank

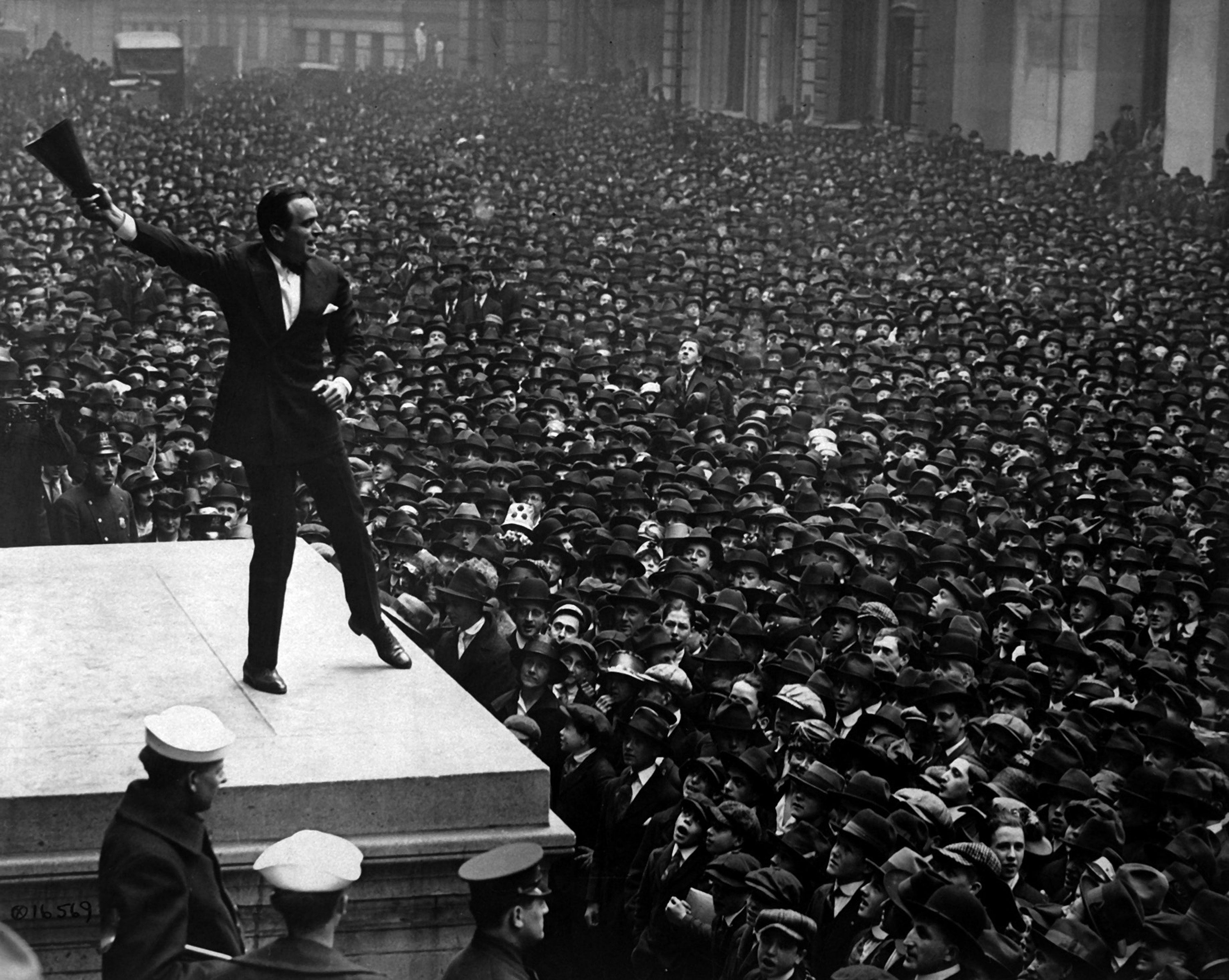
Fairbanks wirbt 1918 in New York für Kriegsanleihen

Douglas Fairbanks sen. (eigentlich Douglas Elton Thomas Ullman; * 23. Mai 1883 in Denver, Colorado; † 12. Dezember 1939 in Santa Monica, Kalifornien) war ein US-amerikanischer Filmschauspieler, Regisseur, Drehbuchautor und Filmproduzent. Er begann seine Filmkarriere zunächst mit Komödien, avancierte dann aber als Hauptdarsteller von Abenteuerfilmen zu einem der erfolgreichsten Hollywood-Stars. Mit dem Ende der Stummfilmära nahm Fairbanks große Popularität Anfang der 1930er-Jahre rasch ab.

## Leben
Seine Mutter Ella Adelaide Marsh (* 1850) war zunächst mit einem John Fairbanks verheiratet, der sie als Witwe mit ihrem Kind zurückließ. Der nächste Ehemann erwies sich als brutaler Schläger, von dem sie sich mit Hilfe von Hezekiah Charles Ullman, einem bekannten Anwalt in New York City, scheiden ließ. Später heiratete sie Ullman, Fairbanks Vater, und die Familie zog nach Denver. Er verließ die Familie, als der junge Douglas fünf Jahre alt war.
Fairbanks war dreimal verheiratet. Sein Sohn Douglas jr. entstammt seiner ersten Ehe mit Anna Beth Sully von 1907 bis 1920; er sollte seinem Vater später in ähnlichen Filmrollen folgen.
Mary Pickford und Fairbanks begannen ihre Beziehung bereits 1916, als beide noch mit anderen Partnern verheiratet waren. Nach seiner Scheidung von Anna Beth Sully stellte er Pickford ein Ultimatum, ihn entweder zu heiraten oder sich von ihm zu trennen. Sie zögerte zunächst, da sie befürchtete, negative Schlagzeilen zu bekommen, stimmte dann aber ein und ließ sich in einem Schnellverfahren am 2. März 1920 (die Rechtswirksamkeit wurde vom Staat Nevada angefochten, aber 1922 schließlich bestätigt) scheiden und heiratete Douglas am 28. März 1920 ohne ihren gemeinsamen Freund Charlie Chaplin, da dieser sich gegen ihre Ehe ausgesprochen hatte. Gemeinsam unterhielten sie das Anwesen Pickfair, ein Geschenk von Douglas an Mary, das zur damaligen Zeit als Hochburg der Hollywood-Prominenz galt.
Die beiden galten bis in die 1930er Jahre als „das“ Glamourpaar. Fairbanks und Pickford trennten sich 1933, als eine Affäre mit dem englischen Model, der Schauspielerin Sylvia Ashley, die später kurzzeitig mit Clark Gable verheiratet war, bekannt geworden war. Die Ehe von Fairbanks und Pickford wurde 1936 geschieden, Pickford behielt das Anwesen Pickfair. Einige Monate später heiratete Fairbanks in Paris die britische Schauspielerin Silvia Ashley (1904–1977).
Nach der Scheidung von Pickford begann Douglas Fairbanks senior, sich dem Alkohol hinzugeben. Seine letzten Jahre verbrachte er mit seiner dritten Frau und vielen Auslandsreisen. Im Dezember 1939 erlitt Fairbanks im Schlaf einen Herzinfarkt, an dessen Folgen er tags darauf in seinem Haus im Alter von 56 Jahren in Santa Monica starb.
Fairbanks berühmte letzte Worte lauteten: „Ich habe mich noch nie besser gefühlt.“ Seine Beisetzung fand auf dem Forest Lawn Memorial Park (Glendale) statt. Sein Leichnam wurde 1941 umgebettet zum Hollywood Forever Cemetery. Das heutige Grab mit einer aufwändigen Marmorstatue wurde zwei Jahre später von seiner Witwe in Auftrag gegeben.
Fairbanks war Mitglied der Freimaurer. Er besuchte mit Clark Gable die Beverly Hills Lodge 528 in Los Angeles.

## Karriere
Douglas Fairbanks begann seine Karriere als Bühnenschauspieler in Denver mit leichten Komödien von Shakespeare, bis er 1900 nach New York zog und dort bei der Gesellschaft British Friedrich Warde begann. Er debütierte 1902 am Broadway.
Seinen ersten Film drehte Fairbanks 1915. Mit seiner Vitalität und seiner sympathischen Ausstrahlung gewann er rasch die Herzen im Publikum. Er galt als äußerst athletischer Schauspieler und daher spielte er meist Rollen, die seine körperlichen Fähigkeiten zur Geltung brachten. So stellte er unter anderem die Heldenfiguren dar in „Die drei Musketiere“ (The Three Musketeers) von 1921, „Robin Hood“ von 1922 und „Der Dieb von Bagdad“ (The Thief of Baghdad) von 1924. In den 1920er Jahren war Fairbanks der mit Abstand populärste Schauspieler im Rollenfach des Abenteuerhelden und einer der größten Filmstars.
Fairbanks war zudem ein guter Geschäftsmann. Neben United Artists, die er 1919 mit Mary Pickford, David Wark Griffith und Charlie Chaplin gründete, war er Gründungsmitglied von The Motion Picture Academy. Während seiner Ehe mit Mary Pickford erlangte er den Status des „King of Hollywood“, der nach seinem Tod an Clark Gable überging.
Am 30. April 1927 waren Mary Pickford und Fairbanks die ersten Stars, die in Zement ihre Hand- und Fußabdrücke vor dem gerade neu eröffneten Grauman’s Chinese Theatre in Hollywood verewigten (Hollywood Walk of Fame).
1929 moderierte Fairbanks zusammen mit William C. DeMille die erste Oscarverleihung.
Sein letzter Stummfilm, Die eiserne Maske (1929), war eine Fortsetzung der 1921 gedrehten Drei Musketiere, zu denen Fairbanks einen einleitenden Prolog sprach. Während Fairbanks in der Stummfilmzeit – besonders in den 1920er Jahren – seinen Zenit erreichte, flachte seine Begeisterung, die er zunächst für den Tonfilm gehabt hatte, abrupt ab. Ein Grund dafür könnte sein, dass seine athletischen Fähigkeiten nachließen und er mittlerweile fast 50 Jahre alt war. Im Tonfilm spielte Fairbanks keine wichtige Rolle mehr; in seinem Rollenfach wurde er von jüngeren Darstellern wie Errol Flynn, Tyrone Power oder seinem Sohn abgelöst.
Er und Pickford hatten sich dafür entschieden, ihren ersten Tonfilm gemeinsam zu drehen. Sie spielten Petruchio und Kate in Shakespeares Der Widerspenstigen Zähmung von 1929. Doch dieser und seine weiteren Tonfilme fanden beim Publikum wenig Anklang. Der letzte Film, in dem er vor seinem Karriereende mitwirkte, war die britische Produktion von Das Privatleben des Don Juan von 1934.

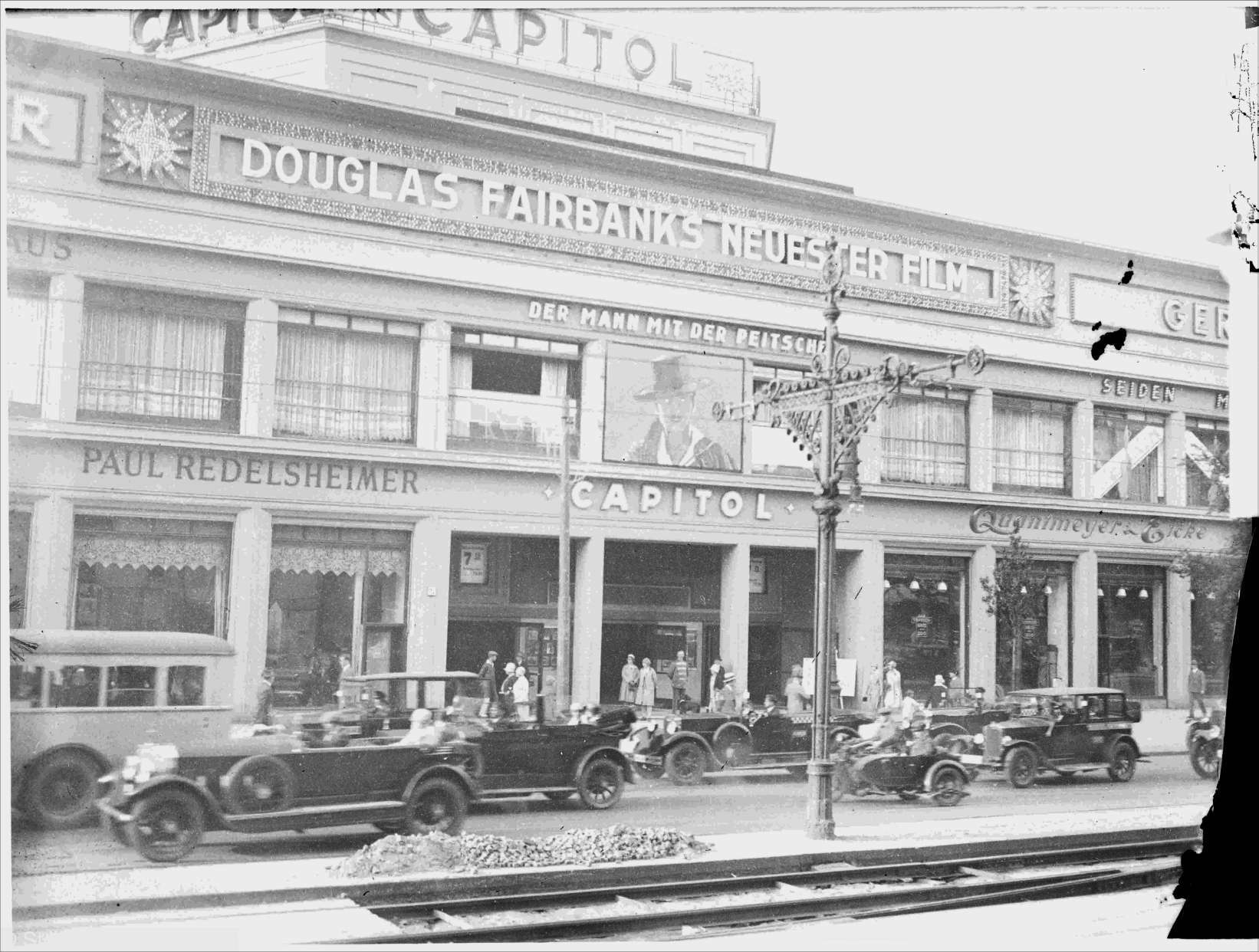
Aufführung von Der Mann mit der Peitsche in Berlin

## Filmografie (Auswahl)
- 1915: Das Lamm (The Lamb)
- 1916: The Habit of Happiness
- 1916: Amerikanische Aristokratie (American Aristocracy)
- 1916: Intolerance (Cameo-Auftritt)
- 1916: Flirt mit dem Schicksal (Flirting with Fate)
- 1916: The Americano
- 1916: Das Geheimnis der Fliegenden Fische (The Mystery of the Leaping Fish)
- 1917: Der Wilde Westen (Wild and Woolly)
- 1919: When the Clouds Roll by
- 1920: Das Zeichen des Zorro (The Mark of Zorro)
- 1921: Die drei Musketiere (The Three Musketeers)
- 1922: Robin Hood
- 1924: Der Dieb von Bagdad (The Thief of Bagdad)
- 1925: Der Mann mit der Peitsche (Don Q Son of Zorro)
- 1926: Der Seeräuber (The Black Pirate)
- 1927: Douglas Fairbanks, der Gaucho (The Gaucho)
- 1928: Es tut sich was in Hollywood (Show People; Cameo-Auftritt)
- 1929: Die eiserne Maske (The Iron Mask)
- 1929: Der Widerspenstigen Zähmung (The Taming of the Shrew)
- 1930: Reaching for the Moon
- 1932: Mr. Robinson Crusoe
- 1934: Das Privatleben des Don Juan (The Private Life of Don Juan)
- 1937: Ali Baba Goes to Town (Cameo-Auftritt)

- Dokumentation über Douglas Fairbanks:  Douglas Fairbanks, Stummfilmheld und Hollywoodlegende, 2016, Regie: Clara Kuperberg, Julia Kuperberg